# Maria Ligia Prado
Maria Ligia Coelho Prado é uma professora e historiadora brasileira, especializada em História da América Latina, autora de diversas obras sobre o tema, com enfoque especial sobre o século XIX.

## Biografia
Graduou-se em História pela USP em 1971, e três anos mais tarde defendeu mestrado na mesma entidade, onde fez o doutorado em 1982, em História Social. A temática preferida decorre de uma afinidade pessoal: "tenho paixão pela história da América Latina; fui sendo tomada por ela, na medida em que a descobria. Essa incursão pelos caminhos da América Latina tem sido uma verdadeira fascinação."
É professora titular de História da América Independente, na Universidade de São Paulo, autora do capítulo "Identidades latino-americanas", no Vol. VII da coleção História Geral da América Latina, publicado pela Unesco.
Em 1993, participou da fundação da ANPHLAC - Associação Nacional de Pesquisadores e Professores de História das Américas.
Foi coordenadora do Projeto Temático Fapesp "Cultura e Política nas Américas: Circulação de Ideias e Configuração de Identidades (séculos XIX e XX)", vigente entre 2007 e 2011, uma das fundadoras e primeira coordenadora do LEHA (Laboratório de Estudos de História das Américas, no Departamento de História da USP).

## Profa. Emérita da FFLCH-USP
Em 10/05/2012, Maria Ligia Coelho Prado recebeu o título de Professora Emérita da 
Faculdade de Filosofia, Letras e Ciências Humanas da USP
. O texto publicado no convite para o evento, redigido pelo atual Vice-Diretor da Faculdade, Prof. Dr. Modesto Florenzano, seu ex-orientando, resume sua carreira:
"Destacar, na carreira da Profa. Maria Ligia Coelho Prado, apenas uma das três dimensões envolvidas na vida docente, já seria suficiente para justificar, com sobras, seu merecimento ao título de Professora Emérita de nossa Faculdade. Dedicando-se, ao longo de toda uma fecunda carreira, com igual engenho e arte, ao ensino, à pesquisa e à administração, a Profa. Ligia, como é conhecida de todos no Departamento de História, deixou, nesses três âmbitos, uma grande e preciosa contribuição.
Ministrando, anualmente, de 1975 a 2010, sempre a mesma disciplina obrigatória de História da América Independente, a professora Ligia marcou gerações de alunos, com seu conhecimento histórico invejável (não só de estruturas e processos, mas também de indivíduos singulares com suas ideias e criações artísticas e literárias), seu entusiasmo contagiante e sua, literalmente, encantadora maneira de dar aula (quem alguma vez a ouviu contar uma história qualquer sabe desse seu poder de seduzir os ouvintes). Por isso, não é exagero afirmar que nenhum outro professor do Departamento conseguiu (re)orientar tantos alunos para seu próprio canteiro de trabalho.
Na Pós-Graduação, os muitos mestrandos e doutorandos que passaram por sua orientação são docentes nas mais diversas Universidades do país, cinco dos quais no nosso Departamento de História. Por anos a fio, a professora Ligia coordenou o Programa de Pós-Graduação de História Social. Na Graduação, além de representante das categorias de mestre e doutor no Conselho Departamental em várias gestões, foi chefe de departamento, vice-chefe, e coordenadora da Comissão de Ensino. Também foi uma das protagonistas no processo que, nos anos oitenta, democratizou a vida institucional do Departamento com a transformação do Conselho Departamental em Plenária.
Como historiadora, graças a seus vários e muitos artigos, resultantes de seus longos e aprofundados estudos sobre História da América Latina, com destaque para "América Latina no século XIX: tramas, telas e textos", de 2002 (originalmente sua tese de livre-docência), é nome conhecido e respeitado na historiografia brasileira e latino-americana. Ligia Prado se tornara já uma referência obrigatória em História do Brasil Contemporâneo, em particular do Estado de São Paulo, com a publicação de sua dissertação de mestrado, em 1980, "O bravo matutino: imprensa e ideologia. O jornal O Estado de S. Paulo" (em conjunto com Maria Helena Rolim Capelato), e, sobretudo, de sua tese de doutorado, em 1986, "A democracia ilustrada: o Partido Democrático Brasileiro de São Paulo".
Poucos anos antes de se aposentar, e coroando uma carreira exitosa e de rara coerência, Ligia Prado coordenou projeto temático, contemplado com bolsa Fapesp, (envolvendo alunos de graduação, mestres e doutores), intitulado "Cultura e política nas Américas: circulação de ideias e configuração de identidades (séculos XIX e XX)". Nesse projetos, temos fina e finalmente conectadas todas as Américas, porque estas nunca deixaram de alimentar sua teoria e prática de historiadora"

## Obras
- A América Latina no século XIX: telas, tramas e textos (Ed. Edusp)(traduzido para o espanhol, pelo Instituto de Estudios Peruanos (IEP, Lima), em 2011, como "America Latina en el siglo XIX: texturas, cuadros y textos)[5].
- Reflexões sobre a democracia na América Latina (coautoria com Gabriela Pellegrino Soares e Sylvia Colombo. Ed. Senac)
- O Populismo na América Latina (Ed. Brasiliense)
- A Formação das Nações Latino-Americanas - livro paradidático (Ed. Atual).
- A história na política, a política na história (coautoria com Maria de Lourdes M. Janotti e Cecilia Helena de Salles Oliveira. Ed. Alameda)
- Notícias de uma Universidade: a greve estudantil da FFLCH-USP/2002 (organização. Ed. Humanitas)
- À margem dos 500 anos - reflexões irreverentes (coautoria com Diana Gonçalves Vidal. Ed. Edusp)
- O Bravo Matutino. Imprensa e Ideologia: O Jornal O Estado de S. Paulo (coautoria)
- A Democracia Ilustrada: O Partido Democrático de São Paulo - 1926=1934.